# Forsbacka
Forsbacka – miejscowość (tätort) w Szwecji, w regionie administracyjnym (län) Gävleborg (gmina Gävle). 
Miejscowość położona jest w prowincji historycznej (landskap) Gästrikland nad jeziorem Storsjön i odwadniającą je rzeką Gavleån, ok. 10 km na wschód od Sandviken przy drodze E16 w kierunku Gävle.
Historia Forsbacka związana jest z metalurgią. Obróbką metali zajmowano się tam od co najmniej końca XVI w. Decydujące znaczenie miało tutaj korzystne położenie miejscowości, przy rzece Gavleån i w stosunkowo niewielkiej odległości od portu w Gävle.
Pod koniec lat 40. XX w. zakłady metalurgiczne w Forsbacka (Forsbacka Bruk) zatrudniały ponad 1000 osób. W połowie lat 80. XX w. podjęto decyzję o zamknięciu zakładów. W 1992 r. większość zachowanych budynków przemysłowych przekazano fundacji Forsbacka Bruk (Stiftelsen Forsbacka Bruk) i udostępniono zwiedzającym. W 1998 r. działalność fundacji została wyróżniona nagrodą federacji Europa Nostra.
W 2010 r. Forsbacka liczyła 1702 mieszkańców.

## Osoby związane z Forsbacka
- Christian Lundeberg; premier Szwecji w okresie sierpień-listopad 1905 r.
- Sigvard Parling; piłkarz, srebrny medalista MŚ 1958